# Epameinóndasz
Epameinóndasz (görög: Ἐπαμεινώνδας) (kb. i. e. 418 – i. e. 362 július 3.) thébai hadvezér és államférfi, aki Thébát a Spártának alávetett állapotból az antik Görögország hegemón hatalmává tette. Megtörte Spárta katonai erejét a leuktrai csatában és felszabadította a messzéniai helótákat, egy peloponnészoszi görög csoportot, akiket Spárta két évszázaddal korábban vetett szolgaságba. Átalakította Görögország politikai térképét, felbomlasztott régi szövetséget, újakat hozott létre, és új városok létrehozását felügyelte. Katonai hatása is nagy volt, új harctéri taktikák kigondolásával és megvalósításával.
Cicero „Görögország első emberének” nevezte, de a modern időkre emléke némileg elhalványodott. Az Epameinóndasz által előidézett politikai változások nem sokkal élték túl őt, mivel a hegemónia átvételének és az új szövetségek ciklusa töretlenül folytatódott. Mindössze 27 évvel halála után Thébát Nagy Sándor eltörölte a föld színéről. Így Epameinóndaszra – akit kora mint idealistát és felszabadítót magasztalt – ma nagyrészt egy évtized (i. e. 371 – i. e. 362) hadjáratai miatt emlékszünk, amivel meggyengítette Görögország nagyhatalmait és kikövezte az utat a makedón hódítás előtt.

## Történeti források
Bár Epameinóndasz korának jelentős alakja volt, viszonylag kevés információ maradt fenn életéről, és egyetlen korabeli történetíró sem ad róla teljes képet. A jelentős életrajzok között található olyan szerzőké, mint Cornelius Nepos, Pauszaniasz, Plutarkhosz, Diodórosz, Xenophón, de nem mindegyik maradt fenn máig.
Cornelius Nepos életrajza rövid volt és néhány töredék található Pauszaniasz Görögország leírásában. Plutarkhosz írt egy életrajzot, de az elveszett, mindenesetre Epameinóndasz életének néhány részlete megtalálható Plutarkhosznak Pelopidaszról és Agészilaoszról írt életrajzában. Diodórosz megőrzött néhány részletet, míg Xenophón, aki bálványozta Spártát és királyát Agészilaoszt, elkerüli Epameinóndasz említését ahol csak lehet, és meg sem említi jelenlétét a leuktrai csatában. Mindkét történetíró szolgál részletekkel Epameinóndasz idejének történelmi eseményeivel kapcsolatban. Továbbá nem minden ókori forrás tekinthető megbízhatónak, ami életével foglalkozik. Ezek a dolgok hozzájárulhattak ahhoz a mai helyzethez, amiben Epameinóndasz lényegében ismeretlen, különösen a hozzá közeli korokban élő olyan személyiségekhez viszonyítva, mint a makedón hódító Nagy Sándor, és az athéni hadvezér Alkibiadész.

## Ifjúsága, tanulmányai, magánélete

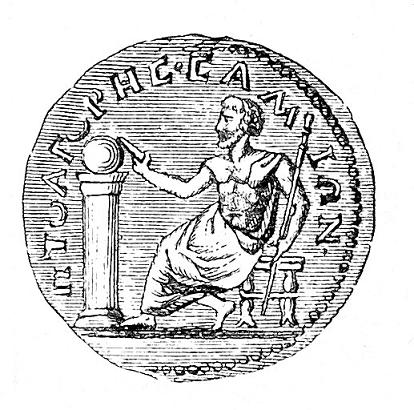
Püthagorasz Decius császár érmén

Epameinóndasz apja, Polümnisz egy régi thébai nemesi család elszegényedett sarja volt. Ennek ellenére Epameinóndasz kitűnő oktatásban részesült, zenetanárai a maguk nemében a legjobbak voltak, ahogy a táncoktatója is. És leginkább filozófiaoktatója, taraszi Lüszisz, az egyik utolsó nagy pitagoreus filozófus, aki Polümniszhez jött lakni száműzetése idejére.
Epameinóndasz híres volt fizikai vitézségéről is, és ifjúsága idején sok időt szentelt az edzésnek a csatákra való felkészülésnek. i. e. 385-ben egy Mantinea melletti rajtaütésnél nagy kockázatot vállalva megmentette jövendő kollégája, Pelopidasz életét, ami a vélekedések szerint bebetonozta életre szóló barátságukat. Egész életében híres volt taktikai ügyességéről és a kézitusában való kiterjedt jártasságáról.
Epameinóndasz sohasem házasodott meg, amiért honfitársai kritizálták, akik úgy gondolták, tartozik annyival a hazának, hogy hozzá hasonló nagyszerű fiakat adjon neki. Válaszul Epameinóndasz azt mondta, hogy leuktrai győzelme az ő örökéletű lánya. Mindenesetre tudjuk róla, hogy sok fiúszeretője volt, – bevett pedagógiai módszer az antik Görögországban, és amiről Thébai különösen híres volt, Plutarkhosz szerint a thébai törvényhozók a módszert az ifjúság magatartásának és jellemének kordában tartására intézményesítették. Cornelius Nepos egy Miküthosz nevű ifjút említ, Plutarkhosz is említi két szeretett erómenoszát: Aszopikhoszt, aki együtt harcolt vele Leuktránál és Athéneuszt aki együtt esett el vele Mantineánál, és akit mellette temettek el.
Epameinóndasz egész életét a szegénység határán élte, elutasítva, hogy politikai hatalmát saját meggazdagodására használja ki. Cornelius Nepos említi megvesztegethetetlenségét, leírva, hogyan utasította el a perzsa követet, aki megvesztegetni jött őt. A pitagoreus hagyomány szerint szabadon adakozott barátainak és hasonló eljárásra biztatta őket egymás között. Ezek a jellemvonásai halála után nagyban hozzájárultak hírnevéhez.

## Korai életpálya
Epameinóndasz Görögország és Thébai egyik különösen zűrzavaros időszakában élt. A peloponnészoszi háború befejeződése után i. e. 404-ben Spárta egyoldalú unilaterális politikába fogott Görögország többi része irányában és gyorsan elfordította magától korábbi szövetségeseit. Thébai a háború során jelentősen megnövelte erejét és igyekezett ellenőrzése alá vonni Boiótia többi városát. Ez a politika, más vitákkal egyetemben Thébait összeütközésbe hozta Spártával. i. e. 395-ben egy sorban találta magát Athénnal, Korinthosszal, és Argosszal Spárta – volt szövetségese – ellen a korinthoszi háborúban. A háború, ami nyolc évig húzódott végül eredménytelenül, sok véres vereséget hozott Thébának Spártától. A háború végére Thébai kénytelen volt felülvizsgálni terjeszkedő törekvéseit és visszatérni a régi spártai szövetségbe.
i. e. 382-ben azonban Phoibidasz spártai parancsnok stratégiai hibát vétett, ami Thébait hosszú időre Spárta ellen fordította, és kikövezte az utat Epameinóndasz hatalomra jutása előtt. Boiótiai hadjárata során kihasználta a Thébai belső küzdelmeket, hogy csapataival bejusson a városba. Amikor benn volt, elfoglalta a Kadmeiát, Thébai akropoliszát, és arra kényszerítette a spártaellenes pártot, hogy elhagyja Thébait. Epameinóndasz, bár közéjük tartozott, maradhatott, úgy tartották róla, hogy ő nem több egy ártalmatlan, koldusbotra jutott filozófusnál. Spártát mindezért egyébként a delphoi amphiktüonia 1000 talentum büntetésre ítélte, de nem tudták és akarták igazán behajtani rajta.

### Thébai államcsíny
A spártai megszállást követő években az új kormány által kiutasított thébaiak Athénban gyülekeztek, és az athéniak burkolt támogatásával városuk visszafoglalására készültek. Tartották a kapcsolatot Epameinóndasszal, aki fiatal embereket kezdett szervezni egy államcsínykísérletre. i. e. 379-ben száműzöttek kis csoportja Pelopidasz vezetésével beszivárgott a városba és meggyilkolta a spártabarát kormányzat vezetőit. Epameinóndasz és Gorgidasz fiatal emberek csoportja élén fegyverraktárakba törtek be, felfegyverezték magukat és athéni hopliták segítségével körülvették a spártaiakat a Kadmeián. A következő napon Epameinóndasz és Gorgidasz a népgyűlés elé vitték Pelopidaszt és szabadságharcra buzdították a thébaiakat. A népgyűlés Pelopidaszt és embereiet felszabadítónak kiáltotta ki. Életét féltve a spártai helyőrség megadta magát és eltávozott. A Spárta párti thébaiak szintén megadhatták magukat, őket ezután a győztes felkelők megölték.

### Az államcsíny után
Amikor a thébai felkelés híre elérte Spártát, Agészilaosz vezetésével egy hadsereget küldtek a lázadó város alávetésére. A thébaiak elkerülték a nyílt csatát, ehelyett bevették magukat egy erősségbe a városon kívül. A spártaiak feldúlták a vidéket, de végül eltávoztak, meghagyva Théba függetlenségét. A thébaiak rövid úton újraélesztették a régi Boiót Szövetséget új, demokratikus alapokon. A boiótiai városok szövetségben, görög szóval koinonban egyesültek egy hét tábornokból (a boiótarkhoszokból) álló testület vezetése alatt, amit Boiótia hét kerülete választott. A szövetség olyan sikeres volt, hogy ezentúl a „thébai” és „boiótiai” egymás szinonimájává vált a régió új szolidaritásának elismeréseként.
El akarván taposni az új államot, a spártaiak a következő hét évben háromszor támadtak rá Boiótiára. A thébaiak először félve a fej-fej elleni küzdelemtől, a harcmezőn farkasszemet nézve egymással állóharcra tudták kényszeríteni a spártaiakat. i. e. 375-ben továbbléptek, amikor a létszámfölényben levő spártaiakat a thébaiak legyőzték a Tegürai csatában Pelopidasz vezetésével. Bár Spárta maradt Görögország vezető szárazföldi hatalma, a boiótiaiak megmutatták, hogy számolni kell velük katonailag és egy politikailag összetartó szövetséget alkotnak. Közben Pelopidasz, a spártaiak elleni agresszív politika híve, Théba fő politikai vezetőjévé küzdötte magát. A következő években szorosan együttműködött Epameinóndasszal a boiótiai külpolitika alakításában.

## i. e. 371

### 371-es békekonferencia
A források nem mondják meg pontosan, mikor lett Epameinóndasz először boiótarkhosz, de i. e. 371-ben hivatalban volt, a boiótiai küldöttséget a Spártában tartott békekonferencián vezetve. i. e. 375-ben tettek egy erőtlen kísérletet a közbékére, de i. e. 373-tól legkésőbb felújultak a rendszertelen harcok Athén és Spárta között. Théba közben erősítette a szövetségét. i. e. 371-re Athén és Spárta belefáradt a harcokba, így egy konferenciát hívtak össze. Ott Epameinóndasz kenyértörésre vitte a dolgot a spártaiakkal ragaszkodva ahhoz, hogy ne csak Théba, hanem egész Boiótia nevében ő írjon alá. Agészilaosz elutasította ezt. ragaszkodva a boiótiai városok függetlenségéhez. Epameinóndasz azzal vágott vissza, hogy ha így áll, akkor Lakedaimón városainak úgyszintén függetleneknek kell lenniük. Agészilaosz dühösen kizárta Thébát a dokumentumból. A küldöttség visszatért Thébába és mindkét oldal háborúra készült.

### Leuktra

Felül: A hagyományos hoplita csatarend
Alul: Epameinóndasz taktikája. A vörös blokkok az elit csapatok.

A béketárgyalások kudarca után Spártából azonnal parancsokat küldtek Kleombrotosz spártai királynak, aki egy hadsereg élén Phókiszban volt, hogy vonuljon azonnal Boiótiába. Észak felé kerülve Kleombrotosz elkerülte a hegyi átjárókat, ahol a thébaiak lesben álltak, és váratlan irányból tört Boiótiára, ahol gyorsan elfoglalt egy erődöt, és zsákmányolt számos triérészt. Théba felé menetelve letáborozott Leuktránál Theszpiai területén. Itt találkozott vele a boiótiai hadsereg. A spártaiak 10 000 hoplitájával – akikből 700 volt a teljes jogú szabad polgár, azaz homoiosz („egyenlő”) – 6000 boiótiai állt szemben, akiket a peloponnészosziakat felülmúló lovasság támogatott.
A csatarend felállítása során Epameinóndasz két újítást alkalmazott. Hagyományosan a phalanx sorban állt fel úgy, hogy az elit csapatok a jobb szárnyra kerültek. Így a spártai phalanxban Kleombrotosz és egyenlői a jobb szárnyon, peloponnészoszi szövetségesei a bal szárnyon álltak. A spártai számbeli fölényt ellensúlyozandó Epameinóndasz és a thébai szent sereg Pelopidasz vezetésével a balszélre kerültek. Másodszor, mivel a sorok túlságos elvékonyítása nélkül nem tudott volna a spártaival megegyező szélességű hadrendet felállítani, inkább tovább mélyítette a phalanxot a bal oldalon, ahol az 50 soros volt a hagyományos 8-12 helyett. A csatában a bal szárny dupla sebességgel támadott, míg a jobb szárny hátrált, hogy késleltesse az összecsapást. A mély phalanxot Pagondasz thébai tábornok alkalmazta először a delioni csatában, de a lépcsős csatarend Epameinóndasz találmánya volt.
A csata lovassági összecsapással kezdődött, amit a thébaiak nyertek. A két phalanx összecsapásában elesett Kleombrotosz király, majd a thébai elit csapatok rohamának súlya alatt összeomlott a spártai elit jobb szárny és menekülni kezdett. Ezt látva a peloponnészoszi szövetségesek hadrendje is felbomlott. A menekülés során 4000 spártai halt meg, és ami a legfontosabb, 400 a 700 "egyenlőből", ami súlyosan megkérdőjelezte Spárta jövőbeli katonai képességeit.

## Az i. e. 360-as évek

### A Peloponnészosz első inváziója

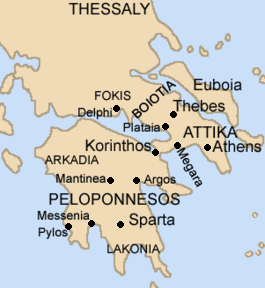
Az ókori Görögország

A leuktrai győzelem után jó egy évig Epameinóndasz a Boiót Szövetség konszolidációjával volt elfoglalva, a korábbi spártai szövetséges Orkhomenoszt kényszerítve a szövetségbe való belépésre. i. e. 370 végén azonban a spártaiak meg akarták fegyelmezni újabban csökönyös szövetségesüket, Mantineát. Epameinóndasz elhatározta, hogy tőkét kovácsol győzelméből és a Peloponnészosz inváziójával egyszer s mindenkorra szétzúzza Spárta hatalmát. Elmasírozva az Iszthmosz (a korinthoszi földszoros) erődítményei mellett délre, Spárta ellen vonult, miközben Spárta hajdanvolt szövetségesei csatlakoztak hozzá.
Árkádiában elűzte a Mantineát fenyegető spártai sereget, azután felügyelte az új város Megalopolisz megalapítását és az Árkádiai Szövetség létrehozását, aminek modellje a Boiót Szövetség volt. Dél felé haladva átlépte az Evrotasz folyót, Spárta határát, amit a történelmi emlékezetben idegen hadsereg nem lépett át. A spártaiak nem akartak nagy hadseregével megütközni, bezárkóztak Spártába, ő pedig végigpusztította Lakedaimónt. Epameinóndasz rövid időre visszatért Árkádiába, majd ismét délre vonult, ezúttal Messzéniába, amit a spártaiak mintegy két évszázaddal korábban hódítottak meg. Ott újjáépítette a régi várost, Messzénét az Ithómé hegyen, olyan erődítményekkel, amelyek a legerősebbek közé tartoztak Görögországban. Ezután felhívást adott ki, amivel a Görögország minden részére száműzött messzéniaiakat visszahívta Messzéniába, hogy építsék újjá hazájukat. Messzénia elvesztése különösen megrázó volt Spárta számára, mivel ez területének egyharmadát jelentette, ahol helótanépességének fele élt.
Hónapok alatt Epameinóndasz két új ellenséges államot hozott létre Spártával szemben, megroggyantotta a spártai gazdaság alapjait, és teljesen lerombolta Spárta tekintélyét. Miután mindezt elvégezte, diadalmasan hazatért hadseregével.

### Bírósági eljárás
Hazatérésekor nem hősként üdvözölték, hanem politikai ellenségei által kezdeményezett bírósági eljárás alá vonták. A vád – hogy az alkotmányosan megengedettnél hosszabb ideig tartotta kezében a parancsnokságot – vitathatatlanul igaz volt. Hogy megvalósíthassa minden peloponnészoszi tervét, meggyőzte boiótarkhosztársait, hogy maradjanak a színen még hónapokig mandátumuk lejárata után. Saját védelmére Epameinóndasz mindössze azt kérte, ha kivégeznék, az alábbi legyen az ítélet szövege: "Epameinóndaszt a thébaiak halálra ítélték, mivel arra kényszerítette őket, hogy megdöntsék a lakedaimóniakat Leuktránál, amit, mielőtt ő lett volna a tábornok, egyetlen boiótiai sem merészelt, és mivel ő, egyetlen csatával, nemcsak Thébát védte meg a pusztulástól, hanem biztosította egész Görögország szabadságát, és mindkét nép erejét olyan állapotba hozta, hogy a thébaiak megtámadták Spártát, és a lakedaimóniak örültek, hogy az életüket megmenthették és mert nem akarta befejezni a háborút addig, amíg Messzénét megalapítva, el nem hallgattatta Spártát egy szoros ostrommal." – ahogy Cornelius Nepos írja. Az esküdtszék nevetésben tört ki, minden vádat elejtettek és újraválasztották Epameinóndaszt a következő évre is mint boiótarkhoszt.

### Későbbi hadjáratok
I. e. 369-ben megint megtámadta a Peloponnészoszt, de ekkor kevés eredményt ért el azon kívül, hogy Sziküont Théba szövetségesévé tette. Amikor visszatért Thébába, megint eljárás alá vonták, és megint felmentették.
Eredményei ellenére nem választották újra a következő évben, ez volt az egyetlen ilyen eset Leuktra után haláláig. Ebben az évben közkatonaként szolgált, amikor a hadsereg Thesszáliába vonult, hogy megmentse Pelopidaszt, akit Pherai Alexandrosz bebörtönzött, amikor követként ott szolgált. A hadsereg parancsnokainak túljártak az eszén, ezért kénytelenek voltak visszavonulni, hogy megmentsék a hadsereget. Thébában Epameinóndaszt visszahelyezték a parancsnoki posztra, és ő egyenesen visszavezette a hadsereget Thesszáliába, ahol ő járt túl a thesszáliaiak eszén, és harc nélkül biztosította Pelopidasz szabadon bocsátását.
i. e. 366-ban egy thébai konferencián közbékét hoztak létre, de a tárgyalások nem tudták teljesen megszüntetni az ellenségességet Théba és a befolyását rossz néven vevő államok között. A békét sohasem tartották be teljesen, és a harcok hamarosan kiújultak. Ez év tavaszán Epameinóndasz harmadszor is visszatért a Peloponnészoszra, most Akhaia államainak hűségét biztosítandó. Bár egyetlen hadsereg sem mert vele szembeszállni a harcmezőn, a demokratikus kormányzatok, amiket létrehozott, rövid életűek voltak. Ahogy a Spárta-hű arisztokraták visszatértek a városokba, az oligarchiákat felújították és még szorosabbra fűzték kötelékeiket Spártával.
A Leuktra utáni évtizedben számos volt szövetséges állt át a spártai szövetségbe, vagy más ellenséges államok szövetségébe. Az athéni népgyűlés már i. e. 371-ben fagyos csönddel fogadta a leuktrai híreket. A thesszáliai Pherai, az i. e. 370-es évek megbízható szövetségese szintén újkeletű domináns szövetségese ellen fordult a csata utáni években. A következő évtized közepére még néhányan az árkádiaiak – akik szövetségét ő hozta létre i. e. 369-ben – közül is ellene fordultak. Csak a messzéniaiak maradtak megbízhatóan lojálisak.
Boiótiai hadseregek vonultak Görögország szerte, ahogy ellenfelek támadtak mindenfelé, i. e. 364-ben Epameinóndasz még Athén ellen is fellépett a tengeren. Ugyanebben az évben Pelopidasz meghalt Thesszáliában egy pherai Alexandrosz elleni hadjáratban. Elvesztése megfosztotta Epameinóndaszt legnagyobb thébai politikai szövetségesétől.

### Mantineai csata
A thébai dominanciával szemben növekvő ellenállással szembesülve Epameinóndasz ismét a Peloponnészoszra vonult i. e. 362-ben. A közvetlen cél Mantineia alávetése volt, ami elutasította a thébai befolyást. Ahogy Mantineia felé közeledett, megtudta, hogy olyan sok spártai van ott, hogy maga Spárta szinte védtelen. Meglátva az alkalmat gyorsított menetben Lakedaimón felé vonult. Egy futó hírvivő azonban figyelmeztette Arkhidamosz spártai királyt, és Epameinóndasz már egy jól védett várost talált, amikor odaért. Abban a reményben, hogy ellenfelei sietségükben védtelenül hagyták Mantineiát, visszamenetelt bázisára, Tegeába és lovasságát Mantineia ellen küldte, de a falakon kívül az athéni lovassággal való összecsapás meghiúsította ezt a stratégiát is. Felimerve, hogy egy hoplitacsatára van szükség, ha meg akarja őrizni peloponnészoszi befolyását, Epameinóndasz csatára készítette seregét.
A Mantinea előtti síkságon a görög történelem legnagyobb hoplitacsatája zajlott le. Szinte minden állam részt vett valamelyik oldalon. A boiótiaiak oldalán állt Tegea, Megalopolisz és Argosz többek között, a mantineiai-spártai oldalon pedig Athén, Élisz és sokan mások. Mindkét hadsereg 20-30 ezer gyalogosból állt. Epameinóndasz Leuktrához hasonló taktikát választott, a bal szárnyra helyezve a thébaiakat. A szárnyakra nagy erőket rakott lovassággal megerősített gyalogság képében. Úgy remélte, a lovassági összecsapásban gyors győzelmet arat, s utána megkezdheti az ellenséges phalanx felmorzsolását.
A csata Epameinóndasz terveinek megfelelően indult. Az erősebb szárnyak hamar visszavetették az athéni és mantineai lovasságot, és az ellenséges phalanx szárnyait kezdték támadni. A hoplitacsatában rövid ideig egyensúly volt, majd a thébaiak a bal oldalon áttörést értek el a spártaiak ellen, és az egész ellenséges phalanx menekülni kezdett. Úgy tűnt, újabb döntő győzelem születik a leuktrai mintára, amikor a menekülő ellenség üldözése közben Epameinóndasz halálosan megsebesült, és rövid idő alatt meghalt. Ahogy Epameinóndasz halálának híre katonáról katonára terjedt, a szövetségesek úgy hagyták abba az üldözést, ami Epameinóndasz központi szerepét fémjelezte az egész háborús erőfeszítésben.
Utolsó szavaival Epameinóndasz állítólag békekötésre buzdította a thébaiakat, mivel nem maradt, aki vezesse őket. A csata után a status quo alapján közbékét kötöttek.

## Öröksége
Kiterjedt életrajzok általában a görög poliszok függetlensége utolsó 150 évének legtehetségesebb embereként írják le Epameinóndaszt. Katonai ügyekben felette áll minden más görög taktikusnak, valószínűleg a makedóniai II. Philipposz kivételével, bár ez utóbbit egyes történészek megkérdőjelezik. Leleményes stratégiája lehetővé tette Leuktránál a feldicsért spártai phalanx legyőzését kisebb erővel. Jobb szárnyának taktikai visszavonása pedig az első ilyen sikeres taktika volt az írott történelemben. Epameinóndasz sok újítását alkalmazta Philipposz, aki egy ideig Thébában volt túsz és talán magától Epameinóndasztól is tanulhatott.
Jellemét tekintve Epameinóndasz az ókori történészek szemében kifogástalan ember volt. Kortársai dicsérték azért, hogy megvetette az anyagi gazdagságot, megosztotta barátaival amije volt, és elutasította a megvesztegetést. A pitagoreus tradíció egyik utolsó képviselőjeként egyszerű, aszkétikus életet élt.
Epameinóndasz alaposan átalakította Görögországot. Spártát megalázta, Messzéniát felszabadította, a Peloponnészoszt teljesen újjászervezte. Más szempontból viszont ugyanolyan Görögországot hagyott hátra. A keserű megosztottság, a mély gyűlölet, amely megmérgezte a görög kapcsolatokat, ugyanaz maradt. A brutális testvérharcot, amely az i. e. 432 utáni éveket jellemezte, csak a makedónok szüntették meg, akiknek szinte ölükbe hullott a testvérharc által kivérzett Görögország.
Mantinea után, Epameinóndasz halálával a thébaiak visszatértek hagyományosabb védekező politikájukhoz, és néhány éven belül Athén lépett a helyükre a görög politika csúcsán. i. e. 338-ban a makedónok legyőzték Athén és Théba egyesített haderejét a khairóneiai csatában, és ezzel Makedónia lett Görögország domináns hatalma a római hódításig.